# Luxemburgs delningar

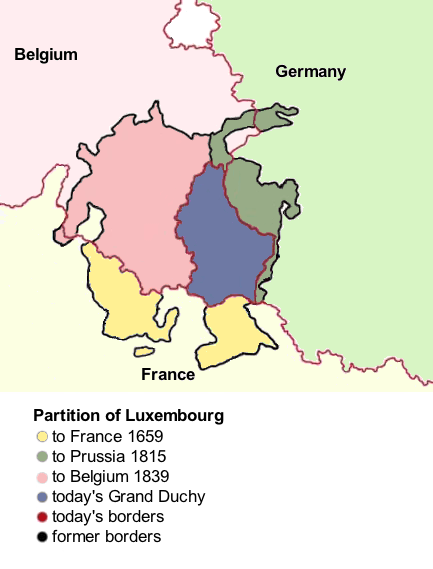
Luxemburgs delningar 1659-1839.

Luxemburgs delningar syftar på de tre gånger mellan 1659 och 1839, då Luxemburgs territorium delats upp från att ha omfattat 10 700 km² till dagens 2 586 km². De gamla delarna återfinns numera i Belgien, Frankrike, och Tyskland. Större annekteringsförsök av dessa tre makter har alla misslyckats.
Försök att återfå förlorade områden har varit mycket små.

## Första delningen
Första gången var 1659, då hertigdömet Luxemburg befann sig i personalunion med Spanien. Under fransk-spanska kriget hade Frankrike och England intagit stora delar av Spanska Nederländerna. Vid pyreneiska freden erhöll Frankrike fästningarna Stenay, Thionville och Montmédy samt närliggande territorier.
Det område som Luxemburg miste till Frankrike bestod totalt av 1 060 km², vilket uppskattningsvis utgjorde en tiondel av hertigdömet Luxemburgs dåvarande territorium.

## Andra delningen
1795, under franska revolutionskrigen, annekterades Luxemburg av Frankrike, och blev en del av departementet Forêts. När Napoleon besegrats och  Parisfreden undertecknats upphörde det franska styret, och Luxemburgs status skulle avgöras på Wienkongressen 1814–1815. Där bestämde man att Luxemburg skulle upphöjas till storhertigdöme, och att kungahuset Oranien skulle få allt inom Nederländerna, även Luxemburg. Men Preussen, som fått hela Rhenlandet och Westfalen under kriget, ville ha fästningen Bitburg för att försvara Tyska förbundet i väst. Nederländerna gick dock inte med på detta.
Luxemburgs andra delning krympte Luxemburgs territorium med 2 280 km², eller 24 % av Luxemburgs område. Tillsammans med Bitburg fick Preussen städerna Neuerburg, Sankt Vith, Schleiden och Waxweiler. Totalt beboddes områdena av 50 000 invånare, och idag tillhör dessa delar antingen Belgien eller Tyskland; Eupen-Malmedy fick Tyskland ge bort till Belgien under Versaillesfreden 1919.

## Tredje delningen
Den största förlusten av landområden för Luxemburg blev fördraget i London från 1839. I samband med belgiska upproret sympatiserade de flesta luxemburgare med de belgiska rebellerna, och dessa tog kontroll över större delen av storhertigdömet Luxemburg. Den enda stad som inte föll i belgarnas händer var Luxemburgs stad. Under Londonkonferensen 1838–1839 föreslogs även att Luxemburg skulle gå i personalunion med Nederländerna, men kung Leopold I av Belgien sade nej. I juli 1831 enades stormakterna om att Luxemburgs status skulle avgöras senare. Nederländerna invaderade dock Belgien och tvingade belgarna att acceptera begränsningarna. På Londonkonferensen beslutades att Luxemburg skulle delas upp mellan Belgien och Nederländerna, och att Belgien skulle få det största området, men Nederländerna skulle få Luxemburgs stad. Leopold gick med på det, och avtalet undertecknades den 15 november 1831. Vilhelm I av Nederländerna motsatte sig förslaget. Han gick dock senare med på att dela upp Luxemburg, vilket skedde 1839.
I samband med detta miste Luxemburg alla sina västliga territorier, inklusive städerna Arlon, Aubange, Bastogne, Durbuy, Marche-en-Famenne, Neufchâteau och Virton. Dessa städer bildade (tillsammans med hertigdömet Bouillon) provinsen Luxembourg, som nu är en del av Vallonien. Området Luxemburg miste var 4 730 km² eller 65 % av storhertigdömet Luxemburgs territorium. Befolkningen i dessa områden uppgick till 175 000, halva Luxemburgs befolkning.

### Fotnoter
1. ↑  Gardini, Fausto. ”The Two Luxembourg”. Luxembourg American Cultural Society. Arkiverad från originalet den 13 juli 2006. https://web.archive.org/web/20060713030838/http://www.luxamcc.org/id52.html. Läst 8 juni 2014.
2. ↑  ”Luxembourg” (på engelska). World Statesmen. http://www.worldstatesmen.org/Luxembourg.htm. Läst 8 juni 2014.
3. ↑  Fuehr, Alexander (1915). The Neutrality of Belgium. New York: Funk and Wagnalls. http://net.lib.byu.edu/estu/wwi/comment/belgneut/BelgC01.htm. Läst 8 juni 2014